# Kadri Muhiddin
Kadri Muhiddin (* 1956 in Basra) ist ein britischer Unternehmer. 2007 gründete er zusammen mit Bernd Schramm und Mauro Grossi Amac Aerospace und ist seit 2010 Chief Executive Officer des Unternehmens mit Sitz in Basel, Schweiz.

## Leben
Kadri Muhiddin wuchs in Tripolis auf und besuchte dort die Tripoli Knabenschule. Er ging später an die Technische Hochschule Brunel in Bristol, wo er Flugzeugwartungstechnik und Avionik studierte und schloss als lizenzierter Ingenieur ab. An der Kingston University in London erwarb er 2005 einen Bachelor-Abschluss in Luft- und Raumfahrttechnik.
Muhiddin begann 1977 seine Tätigkeit als Ingenieur für Linienwartung und Flugzeugunterhalt bei Iraqi Airways und ab 1979 bei Kuwait Airways. Nach der Invasion Kuwaits 1990 zogen er und seine Familie nach Grossbritannien, wo er das Unternehmen Gamit Ltd. gründete, das Ersatzteile, technische Beratung und technisches Datenmanagement anbietet und seit 2015 von Nadeem Muhiddin, dem jüngsten Sohn, geleitet wird. 2004 stellte ihn Jet Aviation ein und er wurde Chef für Europa, Mittlerer Osten und Asien. Ein Jahr später, 2005 gründete Kadri Muhiddin ein zweites Unternehmen, Tailwind Airways, das in der Türkei ansässig ist und Charterflüge, Wet- und Dry-Lease für alle grossen Touristikunternehmen anbietet, die weitere Flugzeuge benötigen, um ihren Bedarf zu erfüllen. 2007 gründeten Kadri Muhiddin, Bernd Schramm und Mauro Grossi und die Enomis Holding AMAC Aerospace in Basel, Schweiz. Das Unternehmen ist heute das grösste private MRO & Completion Center der Welt.
Kadri Muhiddin ist seit 2010 Mitglied der Royal Aeronautical Society in Grossbritannien und im Verwaltungsrat von Gamit LTD, Tailwind Airlines, Gamit Off Shore Libanon, JCB France, AMAC Aerospace Turkey und AMAC Aerospace Switzerland.

## Auszeichnungen
Kadri Muhiddin erhielt die Auszeichnung Best CEO in the Private Aviation Services Industry und Best CEO in the Aircraft Management Industry.

## Persönliches
Kadri Muhiddin spricht arabisch und englisch. Er besitzt die Privatpilotenlizenz. Er ist verheiratet und Vater von drei Söhnen und lebt in Bodrum in der Türkei.